# Чубушник тонколистный
Чубушник тонколистный (лат. Philadelphus tenuifolius) — кустарник, вид рода Чубушник (Philadelphus) семейства Гортензиевые (Hydrangeaceae).

## Распространение и экология
В природе встречается в Китае, Корее и Японии. На Дальнем Востоке России распространён в Приморском и Хабаровском крае, Амурской области.
Растёт в лесах, преимущественно лиственных и смешанных, по опушкам, на полянах, на открытых местах среди скал и каменных осыпей.
Зимостоек, теневынослив и сравнительно малотребователен к почве, но лучше развивается и обильнее цветет на хорошо освещенных местах с плодородной, богатой гумусом и достаточно влажной почвой. Выдерживает задымление воздуха. Древесина очень твердая.
Размножается семенами, корневыми отпрысками, отводками, делением кустов и летними (июньскими и июльскими) черенками.
Выносит климат Горного Алтая, Екатеринбурга, Санкт-Петербурга, Архангельска.

## Ботаническое описание
Кустарник 2—2,5 м высоты, побеги гладкие или слегка волосистые, одеты коричневой корой, которая на втором году отслаивается и заменяется на серую или буровато-серую.
Листья от яйцевидных до овально-ланцетных, с 8—10 зубцами с каждой стороны или почти цельнокрайные, от тонких до более плотных.
Соцветия большей часть 5-цветковые, реже 3- или 7-цветковые, иногда 8—11; цветки диаметром 2—3 см, душистые; лепестки продолговато-овальные.
Цветёт в июне. Плоды созревают в августе.

## Значение
Культивируется как декоративное растение.
Хороший пыльценос, но слабый медонос. Пчёлы отлично посещают цветки в основном из-за пыльцы. Масса пыльников одного цветка составляет от 20,0 до 35,0 мг, а пыльцепродуктивность — 6,7—11,7 мг. Пыльца жёлтая, клейкая. Продуктивность нектара одним цветком от 0,05 до 1,0 мг. Концентрация сахаров 45—50 %.
Листья дают чёрную краску.

## Классификация

### Таксономия
Вид Чубушник тонколистный входит в род Чубушник (Philadelphus) подсемейства Hydrangeoideae семейства Гортензиевые (Hydrangeaceae) порядка Кизилоцветные (Cornales).
|  |                                      |  |                                                             |                                                             |                        |  | ещё 6 семейств (согласно Системе APG II) | ещё 6 семейств (согласно Системе APG II) |                                  |  |  |  | ещё около 20 родов | ещё около 20 родов        |  |  |
|  |                                      |  |                                                             |                                                             |                        |  | ещё 6 семейств (согласно Системе APG II) | ещё 6 семейств (согласно Системе APG II) |                                  |  |  |  | ещё около 20 родов | ещё около 20 родов        |  |  |
|  |                                      |  |                                                             | порядок Ясноткоцветные                                      |                        |  |                                          |                                          | подсемейство Hydrangeoideae      |  |  |  |                    | вид Чубушник тонколистный |  |  |
|  |                                      |  |                                                             | порядок Ясноткоцветные                                      |                        |  |                                          |                                          | подсемейство Hydrangeoideae      |  |  |  |                    | вид Чубушник тонколистный |  |  |
|  | отдел Цветковые, или Покрытосеменные |  |                                                             |                                                             | семейство Гортензиевые |  |                                          |                                          | род Чубушник                     |  |  |  |                    |                           |  |  |
|  | отдел Цветковые, или Покрытосеменные |  |                                                             |                                                             |                        |  |                                          |                                          |                                  |  |  |  |                    |                           |  |  |
|  |                                      |  | ещё 44 порядка цветковых растений (согласно Системе APG II) | ещё 44 порядка цветковых растений (согласно Системе APG II) |                        |  |                                          | ещё 1 подсемейство, Jamesioideae         | ещё 1 подсемейство, Jamesioideae |  |  |  | ещё около 60 видов |                           |  |  |
|  |                                      |  |                                                             | ещё 44 порядка цветковых растений (согласно Системе APG II) |                        |  |                                          |                                          | ещё 1 подсемейство, Jamesioideae |  |  |  |                    |                           |  |  |